# 멕시코 연방 도로 제1호선

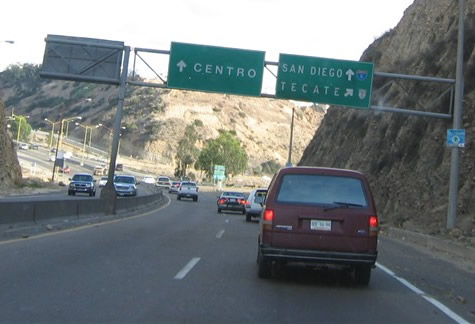
멕시코 연방 도로 제1호선

멕시코 연방 도로 제1호선(스페인어: Carretera Federal 1, 영어: Mexican Federal Highway 1)는 바하칼리포르니아반도의 티후아나와 카보산루카스를 잇는 멕시코 연방 도로의 하나이다.  Carretera transpeninsular란 이름으로도 알려져 있다.
멕시코 연방 도로의 번호 체계는 남북 횡단 노선은 홀수 번호를 부여 하며 동쪽에서부터 번호가 올라가고, 동서 횡단 노선은 짝수 번호를 부여 하며 북쪽에서부터 번호가 올라간다. 멕시코 연방 도로 제1호선은 멕시코의 가장 서쪽에 위치한 주요 간선도로의 하나이다.
멕시코 연방 도로의 주행 거리는 북서쪽 방향부터 시작하여 남동쪽 방향으로 증가한다. 티후아나-엔세나다 구간의 경우 티후아나에서 0 km로 시작, 남쪽으로 주행 거리가 증가하여 엔세나다에서 110 km에 이른다. 멕시코 연방 도로 제1호선의 총연장은 1,711 km로 바하칼리포르니아 주 구간은 713 km, 바하칼리포르니아수르 주 구간은 998 km이다.

## 주요 경유지

### 바하칼리포르니아 주
총연장 = 713 km
- 북위 32° 32′ 34.09″ 서경 117° 01′ 47.57″ / 북위 32.5428028°  서경 117.0298806°  미국-멕시코 국경 (티후아나)
- 북위 32° 22′ 18.57″ 서경 117° 03′ 36.24″ / 북위 32.3718250°  서경 117.0600667°  로사리토
- 북위 31° 52′ 12.01″ 서경 116° 37′ 12.00″ / 북위 31.8700028°  서경 116.6200000°  엔세나다
- 북위 30° 31′ 26.78″ 서경 115° 55′ 51.78″ / 북위 30.5241056°  서경 115.9310500°  San Quintín
- 북위 30° 03′ 13.01″ 서경 115° 44′ 08.72″ / 북위 30.0536139°  서경 115.7357556°  엘로사리오
- 북위 29° 43′ 42.71″ 서경 114° 43′ 06.83″ / 북위 29.7285306°  서경 114.7185639°  Cataviña
- 북위 29° 02′ 43.12″ 서경 114° 09′ 10.24″ / 북위 29.0453111°  서경 114.1528444°  en:Bahía de los Ángeles (멕시코 연방 도로 제12호선 연결)
- 북위 28° 55′ 43.08″ 서경 114° 09′ 24.96″ / 북위 28.9286333°  서경 114.1569333°  푼타프리에타
- 북위 28° 38′ 19.04″ 서경 114° 01′ 16.34″ / 북위 28.6386222°  서경 114.0212056°  엘로사리토
- 북위 28° 16′ 51.93″ 서경 113° 59′ 58.58″ / 북위 28.2810917°  서경 113.9996056°  비야헤수스마리아, es:Bahía de Sebastián Vizcaíno와 도로 연결
- 북위 28° 00′ 00.00″ 서경 114° 00′ 43.88″ / 북위 28.0000000°  서경 114.0121889°  주 경계 (북위 28도)

### 바하칼리포르니아수르 주
총연장 = 998 km
- 북위 27° 58′ 02.14″ 서경 114° 00′ 51.85″ / 북위 27.9672611°  서경 114.0144028°  en:Guerrero Negro
- 북위 27° 18′ 05.50″ 서경 112° 52′ 44.30″ / 북위 27.3015278°  서경 112.8789722°  San Ignacio, Laguna San Ignacio과 도로 연결
- 북위 27° 20′ 04.64″ 서경 112° 15′ 55.38″ / 북위 27.3346222°  서경 112.2653833°  Santa Rosalía
- 북위 26° 53′ 33.27″ 서경 111° 58′ 38.71″ / 북위 26.8925750°  서경 111.9774194°  en:Mulegé
- 북위 26° 00′ 27.09″ 서경 111° 21′ 02.07″ / 북위 26.0075250°  서경 111.3505750°  로레토
- 북위 25° 15′ 13.98″ 서경 111° 46′ 31.60″ / 북위 25.2538833°  서경 111.7754444°  en:Ciudad Insurgentes
- 북위 25° 01′ 30.66″ 서경 111° 40′ 11.23″ / 북위 25.0251833°  서경 111.6697861°  en:Ciudad Constitución
- 북위 24° 08′ 26.60″ 서경 110° 18′ 42.46″ / 북위 24.1407222°  서경 110.3117944°  라파스
- 북위 23° 55′ 28.89″ 서경 110° 15′ 53.21″ / 북위 23.9246917°  서경 110.2647806°  산페드로
- 북위 23° 53′ 57.76″ 서경 110° 15′ 29.31″ / 북위 23.8993778°  서경 110.2581417°  토도스 산토스 & 엘페스카데로; 카보산루카스와 직결 (멕시코 연방 도로 제19호선 연결)
- 북위 23° 48′ 33.82″ 서경 110° 03′ 26.66″ / 북위 23.8093944°  서경 110.0574056°  산안토니오
- 북위 23° 32′ 30.37″ 서경 109° 40′ 40.49″ / 북위 23.5417694°  서경 109.6779139°  산티아고
- 북위 23° 09′ 21.30″ 서경 109° 42′ 29.64″ / 북위 23.1559167°  서경 109.7082333°  로스카보스 국제 공항
- 북위 23° 02′ 40.35″ 서경 109° 42′ 21.06″ / 북위 23.0445417°  서경 109.7058500°  산호세델카보
- 북위 22° 57′ 54.44″ 서경 109° 47′ 55.31″ / 북위 22.9651222°  서경 109.7986972°  en:Los Cabos Corridor
- 북위 22° 52′ 58.15″ 서경 109° 54′ 52.77″ / 북위 22.8828194°  서경 109.9146583°  카보산루카스

## 같이 보기
- 주간고속도로 제5호선
- 멕시코 연방 도로 제1D호선